# Auditunnel

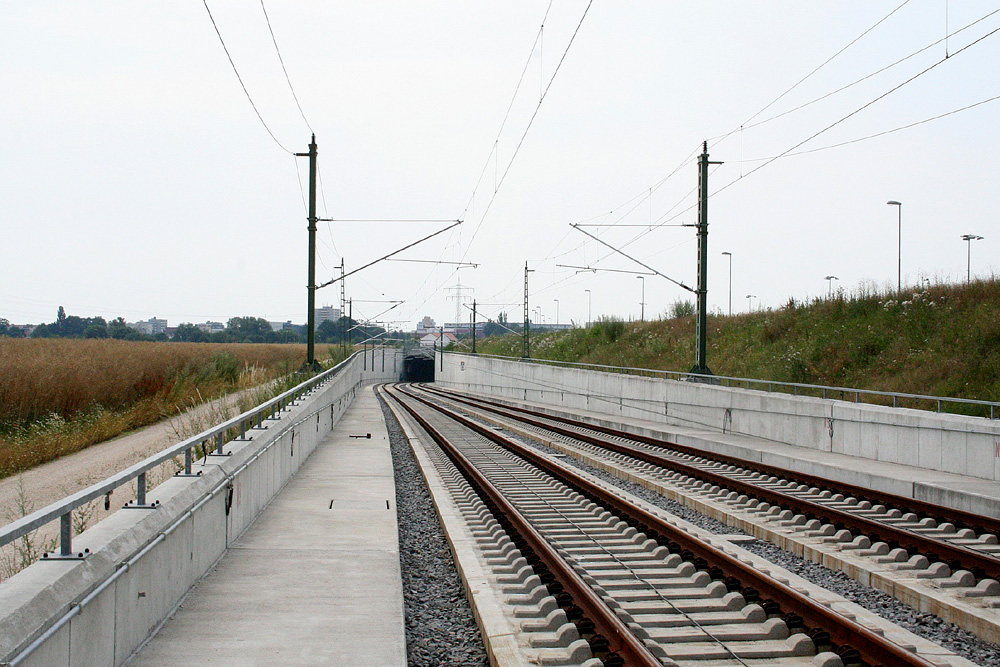
Nördliche Rampe und Nordportal des Auditunnels

Der Auditunnel ist ein zweigleisiger Eisenbahntunnel der Schnellfahrstrecke Nürnberg–Ingolstadt im Norden von Ingolstadt. Er unterquert einen Teil des Werksgeländes der Audi AG (daher sein Name) sowie weitere Gewerbe- und Wohngebiete. Mit einer Länge von 1258 Metern (Streckenkilometer 84,995 bis 86,253) ist er die zweitkürzeste der neun Röhren der Neubaustrecke. Der ursprünglich mit 1138 Metern Länge geplante Tunnel wurde um 120 Meter nach Norden hin verlängert.

## Aufbau und Verlauf

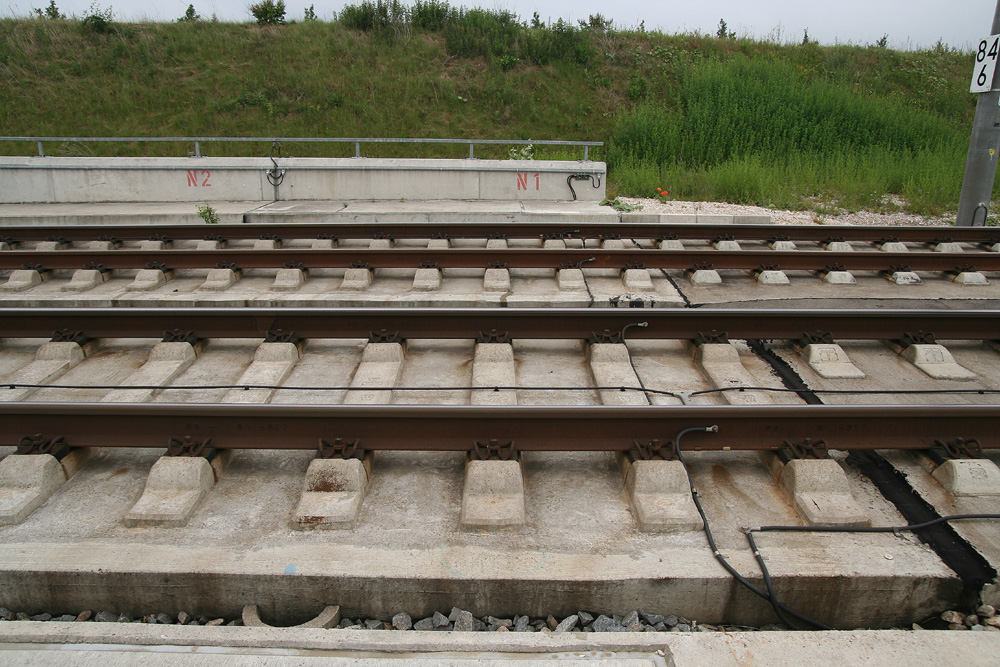
Feste Fahrbahn der Bauform Rheda klassisch nahe dem Auditunnel. Rechts ist die Bauform Rheda 2000 zu erkennen.

Der durchgängig mit 160 km/h befahrbare Tunnel verläuft in einer S-Form Richtung Nürnberg, zunächst in einem Rechtsbogen, gefolgt von einer Geraden und einem gestreckten Linksbogen. Die Röhre nimmt zwei Gleise in Fester Fahrbahn mit einem Masse-Feder-System auf, um die Übertragung von Erschütterungen auf die darüber liegenden Industrieanlagen zu verringern. Eine Besonderheit ist das Feste-Fahrbahn-System Rheda klassisch in Trogbauweise, das im Bereich der Neubaustrecke nur im Abschnitt des Auditunnels (Kilometer 84,6–86,6) verwendet wurde.
An den Tunnel schließen sich in beiden Richtung Rampen an. Die südliche Rampe mit 317 Metern Länge, in der auch die Gleise des Bahnhofs Ingolstadt Nord an der Schnellfahrstrecke verlaufen, markiert den Beginn der Neubaustrecke nach Nürnberg. Hier beginnt beispielsweise die feste Fahrbahn und die spezielle Oberleitung der Schnellfahrstrecke. An die Nordrampe (395 Meter) schließt sich eine Kurve an, hinter der die Strecken-Höchstgeschwindigkeit auf 300 Kilometer pro Stunde steigt. Dieser Tunnel ist damit der einzige der Neubaustrecke, der nicht planmäßig mit 300 Kilometern pro Stunde befahren werden kann.
Im Tunnel sind auch Einfahrsignale des Bahnhofs Ingolstadt Nord untergebracht.

## Sicherheitskonzept
Das Sicherheitskonzept der Schnellfahrstrecke fand beim Auditunnel besondere Beachtung, da die Röhre als einzige der Strecke nicht in einer natürlichen Steigung liegt und auch nicht mit einem Dachprofil – einer künstlichen Steigung zur Mitte hin – ausgelegt werden konnte. Somit können Züge im Ernstfall auch nicht ohne Antrieb mit gelösten Bremsen einfach herausrollen. Auch können Gase, die schwerer als Luft sind, so nicht von selbst abziehen.
Aus diesem Grund wurde der 1258 Meter lange Tunnel mit insgesamt vier Nottreppenhäusern im Abstand von maximal 330 Metern (sonst: 1000 Meter) ausgestattet. Im Unterschied zu den anderen Tunneln der Neubaustrecke werden auch die Portale als Notausgänge mitgezählt. Daher ergeben sich für den Auditunnel insgesamt sechs Notausgänge, welche nachfolgend im Einzelnen dargestellt sind; die Zählweise ist von Süden nach Norden aufsteigend:
- Als Notausgang 1 werden Fluchttreppen am Südportal (Streckenkilometer 86,281) bezeichnet.
- Notausgang 2 führt vom Streckenkilometer 85,974 im nordöstlichen Bereich des Ingolstädter Nordbahnhofs bei 48° 46′ 46″ N, 11° 25′ 40,4″ O an die Oberfläche.
- Notausgang 3 liegt am Streckenkilometer 85,688 und gelangt an der Ingolstädter Carl-Zeiss-Straße bei 48° 46′ 55,3″ N, 11° 25′ 38,3″ O ins Freie.
- Der Zugang zum Notausgang 4 (Kilometer 85,449) liegt auf einem öffentlich zugänglichen Betriebsparkplatz der Audiwerke bei 48° 47′ 3,4″ N, 11° 25′ 40,5″ O.
- Notausgang 5 liegt am nördlichen Stadtrand von Ingolstadt (Nähe Oskar-von-Miller-Straße), nördlich des Audi-Betriebsgeländes bei 48° 47′ 13,2″ N, 11° 25′ 40,6″ O. Der Ausgang führt über zwei Zugänge bei km 85,128 und 85,143 in den Fahrtunnel.
- Der nördlichst gelegene Notausgang 6 führt außerhalb der Tunnelröhre, etwa 15 Meter nördlich des Tunnelportals (Kilometer 85,012), über eine westlich der Gleise liegende Tür bei 48° 47′ 16,5″ N, 11° 25′ 38,8″ O an die Oberfläche.

Der Tunnel verfügt über eine gesonderte Überdruckbelüftung, um die Notausgänge bei Bränden rauchfrei zu halten. Neben einer Rauchmeldeanlage wurden auch eine Gaswarnanlage an der Tunnelsohle installiert. Die Sicherheitsbeleuchtung ist stets eingeschaltet.
Am 13. November 2022 fand eine Rettungsübung mit 350 Rettungskräften und 20 „Verletzten“ im Tunnel statt.

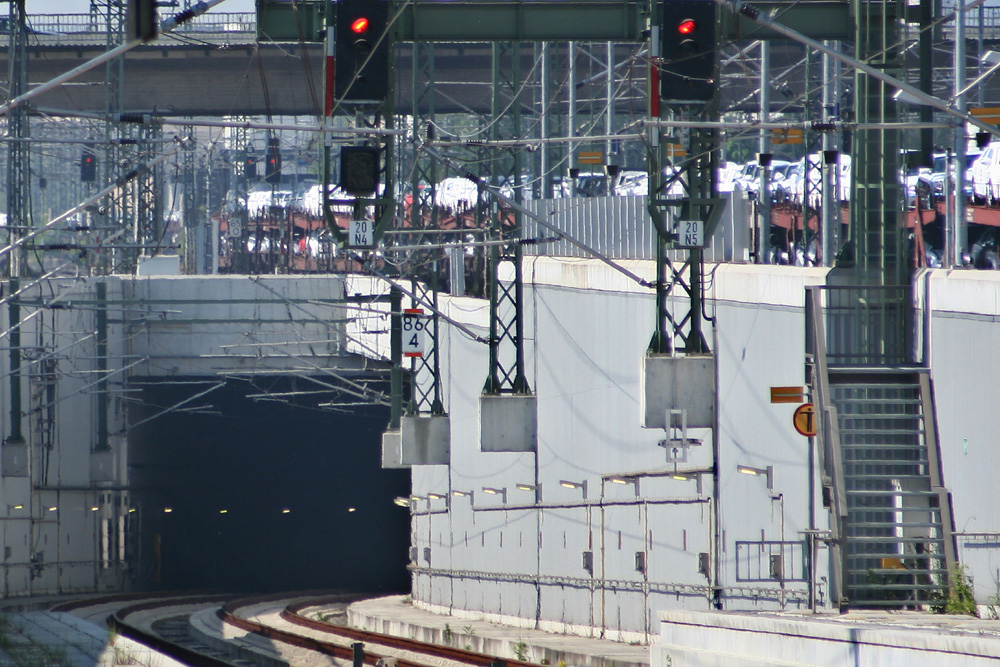
Das Südportal mit Rettungstreppe (rechts) dient als Notausgang 1
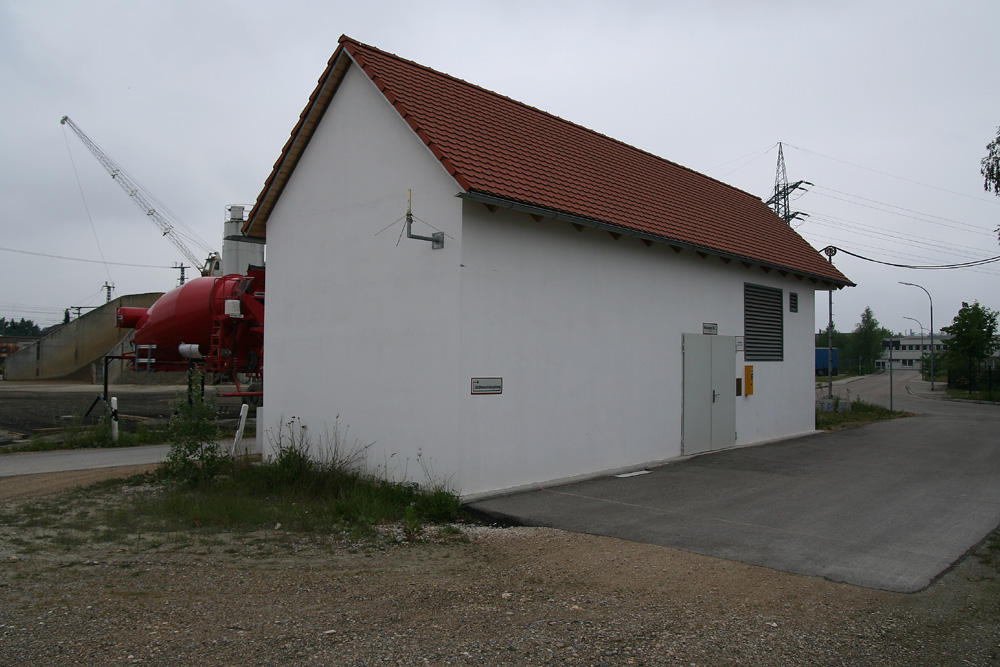
Notausgang 2 nahe dem Ruschenweg
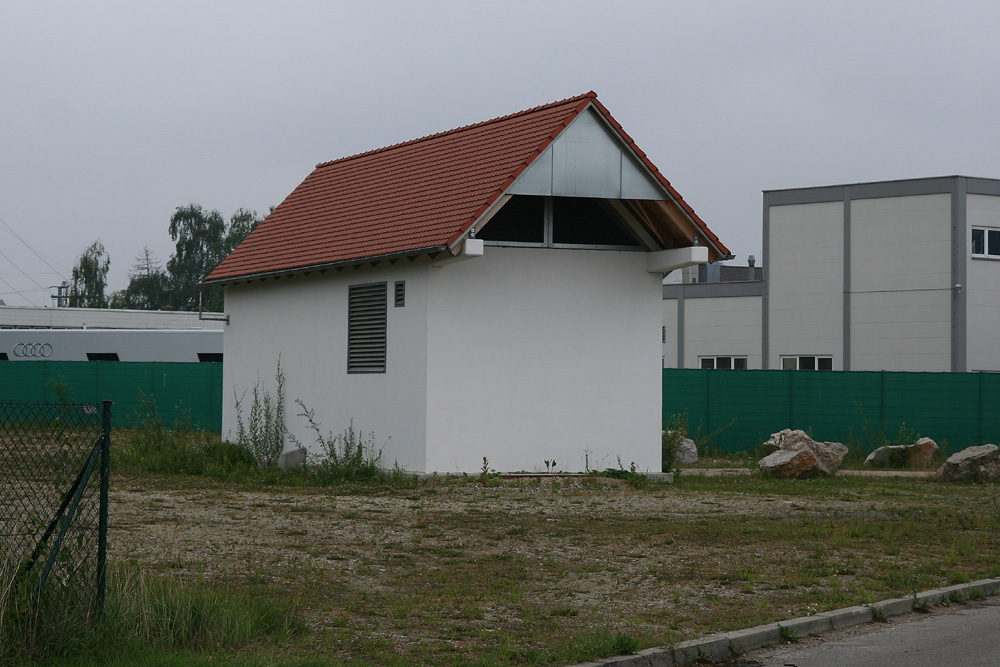
Notausgang 3 an der Carl-Zeiss-Straße
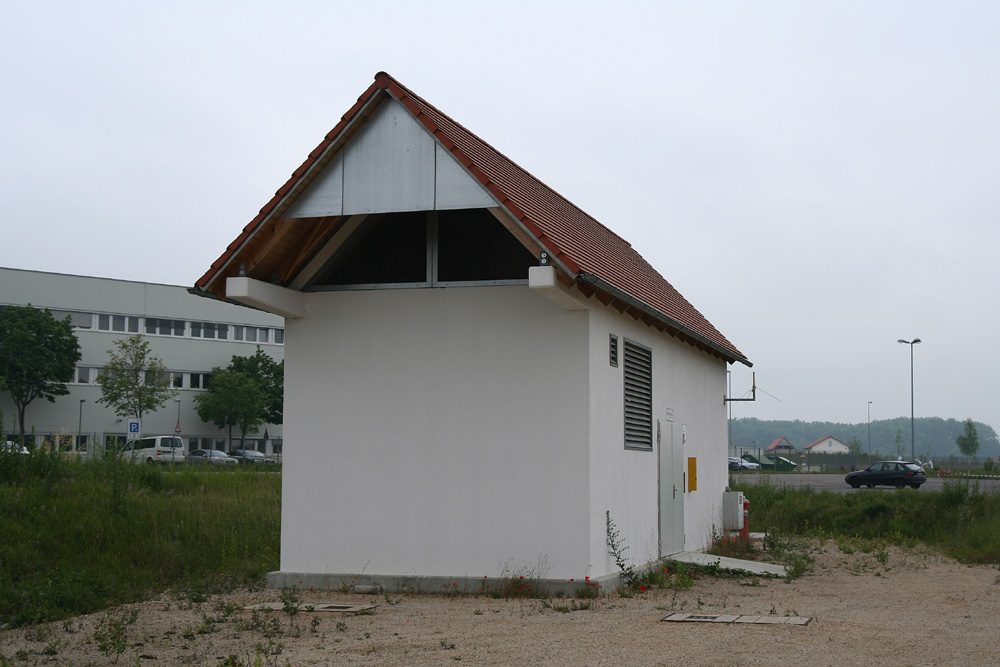
Notausgang 4 auf dem Audi-Betriebsparkplatz (im Hintergrund erkennbar)
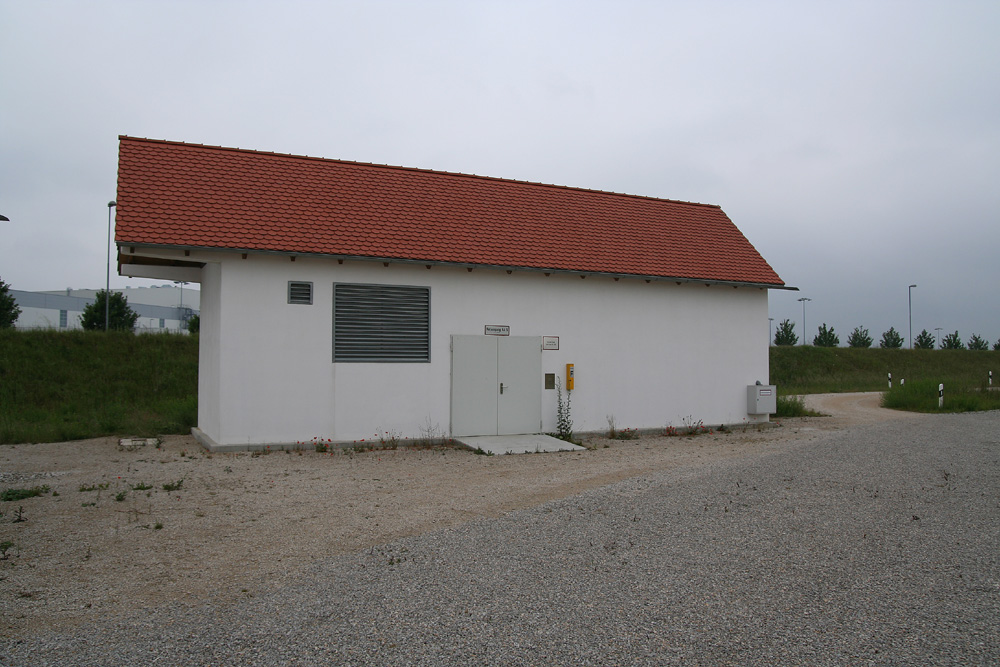
Notausgang 5, wenige Meter südlich des Nordportals
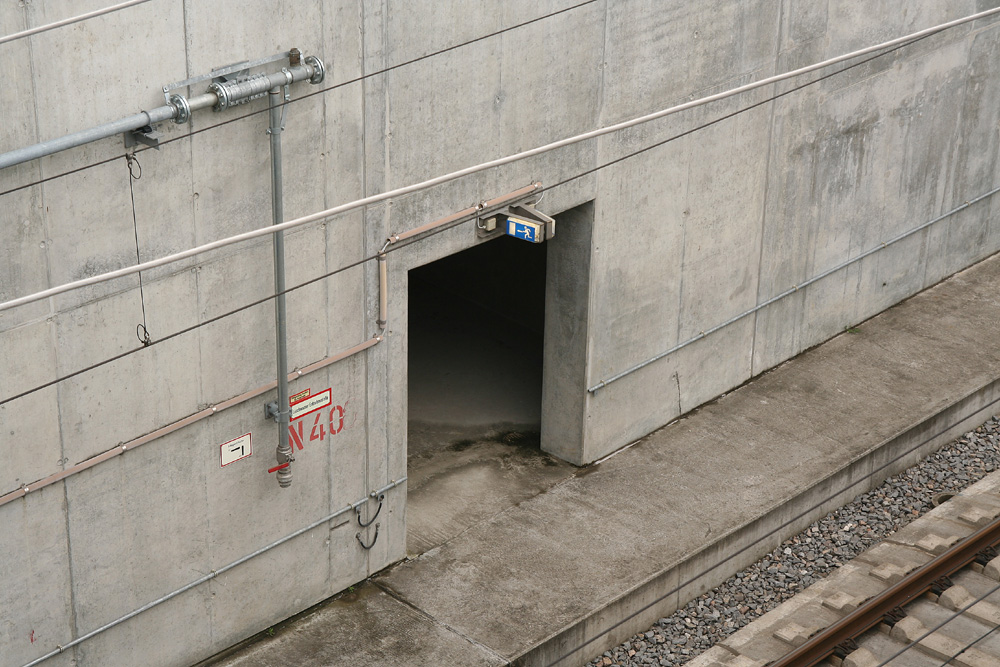
Zugang vom Trogbauwerk zum Treppenschacht des Notausgangs 6

## Geschichte

### Planung
Die Errichtung eines Tunnels im Bereich der Audiwerke war nach Bahnangaben nicht zwingend erforderlich. Zum einen sei so eine Zerschneidung verhindert worden, eine Stadtentwicklung in diesem Gebiet sei so noch möglich. Zum anderen war so eine höhenfreie Einfädelung der Neubaustrecke in der Mitte des Nordbahnhofs möglich. Durch den Bau des Tunnels war es bautechnisch einfacher, die zusätzlichen Gleise der Schnellfahrstrecke in das Gleissystem des Nordbahnhofs zu integrieren. Die Gleise der Strecke Treuchtlingen–München sowie Güterverkehre müssen so nicht unnötig gekreuzt werden.
Mitte 1989 war das Bauwerk mit einer Länge von 1720 m geplant. Mitte 1994 waren es 1138 m. Der Vortrieb sollte von beiden Portalen erfolgen.
Der Auditunnel wurde als eigenes Baulos am 3. September 1998 an eine Bietergemeinschaft unter der Führung von Walter Bau (Augsburg) und Dywidag vergeben. Darüber hinaus gehörten die Unternehmen Heilit+Woerner Bau AG und Dywidag zur ausführenden Arbeitsgemeinschaft. Das Projekt war Teil des 5.379 m langen Bauloses Knoten Ingolstadt, zu dem auch die Einführung Ingolstadt gehörte, die den Umbau des Nordbahnhofs und die Verlegung eines zusätzlichen Gleises bis zum Hauptbahnhof umfasste. Dieser Abschnitt wurde Mitte 2000 mit etwa 280 Millionen DM kalkuliert.
Noch 1999 war eine Gesamtlänge von 1.270 m vorgesehen gewesen (1.970 m mit Rampen). Die Arbeitsgemeinschaft legte einen Sondervorschlag für eine „Deckelbauweise unter Druckluft“ vor, der beauftragt wurde. Die Fertigstellung des Tunnels war Mitte 2000 für Anfang 2002 geplant.

### Bau

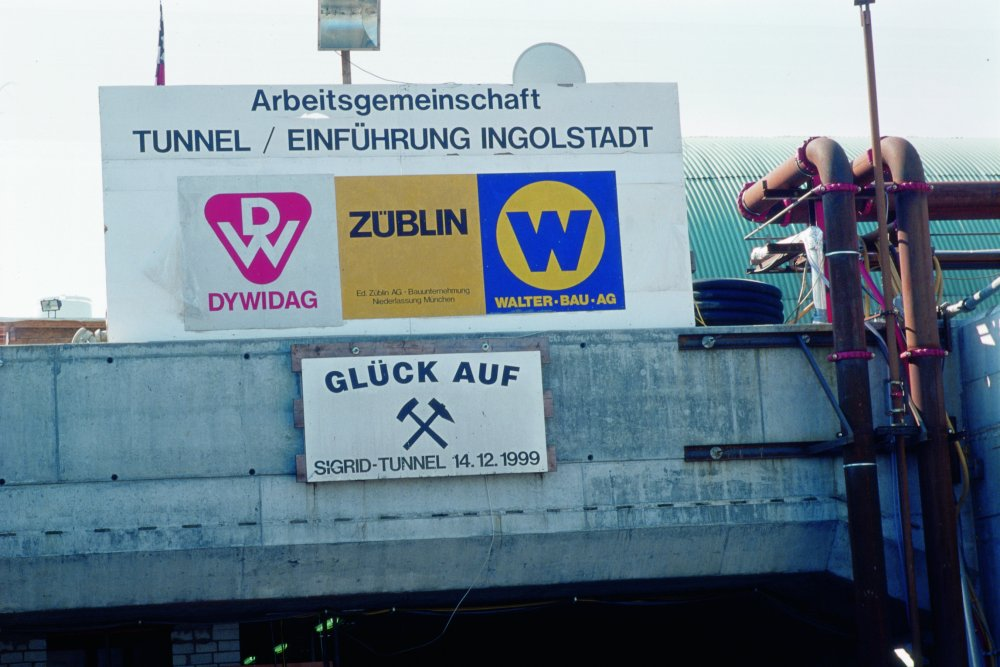
Schild am Südportal während der Bauphase (2001)

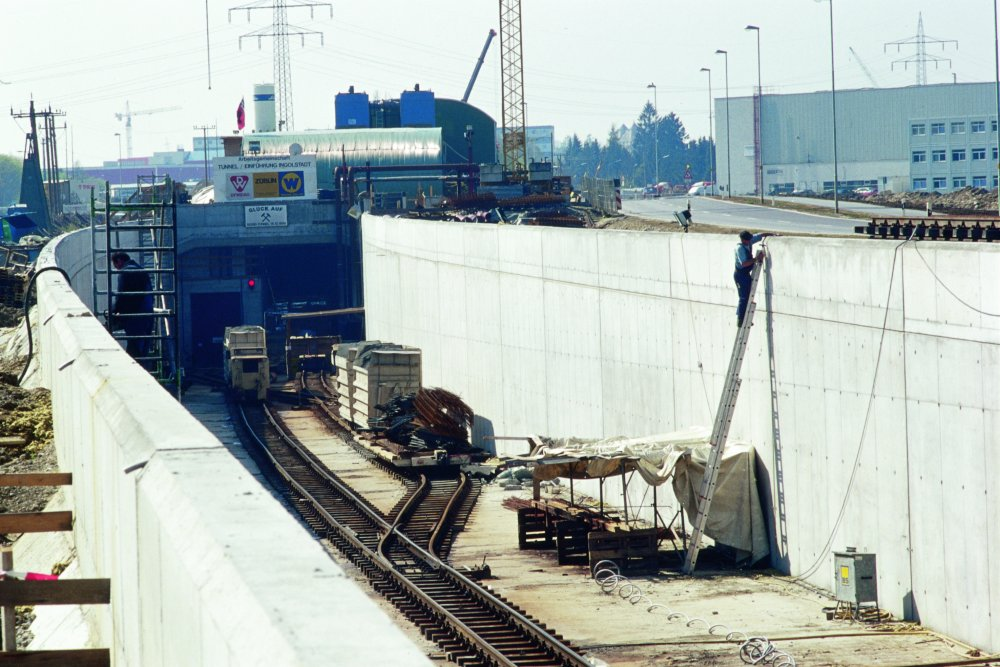
Südliche Rampe mit Zugang zur Tunnelbaustelle (2001)

Vor Beginn der Bauarbeiten musste eine Reihe von Leitungen, darunter eine Erdölpipeline, verlegt werden. Die ersten Erdbauarbeiten begannen im Februar 1999.
Der Tunnel wurde am 14. Dezember 1999 angeschlagen. Es war der letzte Baubeginn eines Tunnels der Neubaustrecke. Die Arbeiten unter Druckluft begannen im März 2000. Als Tunnelpatin fungierte Sigrid Paefgen, Ehefrau des damaligen Audi-Vorsitzenden Franz-Josef Paefgen. Der Tunnel trug während der Bauphase den Namen Sigrid-Tunnel. Der Tunnelrohbau wurde hauptsächlich zwischen August 2000 und Oktober 2001 errichtet; er wurde im Frühjahr 2002 abgeschlossen.
Aufgrund der Nähe zum Audi-Werk und dessen empfindlichen Messanlagen mussten alle Bauarbeiten erschütterungsfrei durchgeführt werden. Auf Sprengungen musste daher während der Bauarbeiten komplett verzichtet werden. Da die Baustelle im Grundwasser der nahe gelegenen Donau lag, waren unter anderem der Einsatz von Druckluft und das Abpumpen von eindringendem Grundwasser notwendig. Aufgrund der empfindlichen Industrieanlagen, die unterquert werden, waren Setzungen in besonderem Maße zu vermeiden. Auf einer Länge von 1070 Metern wurde die Röhre in Deckelbauweise mit Druckluft errichtet; auf den südlichen 188 Metern konnte das Bauwerk ohne Überdruck teils in offener, teils in Deckelbauweise errichtet werden. Die regelmäßige Überdruck lag bei 1,0 Bar, zeitweise bei bis zu 1,39 Bar. Aufgrund der Lage der südlichen Rampe im Bahnhof Ingolstadt Nord musste hier während der Bauphase mehrfach das Gleis 6 umverlegt werden.

## Kosten
Die Gesamtkosten wurden Mitte 2000 mit etwa 78 Millionen DM angegeben.